# Belecska
Belecska es un pueblo ubicado en el distrito de Tamási, en el condado de Tolna, Hungría.

## Superficie
Posee una superficie de 14,41 kilómetros cuadrados.

## Demografía
Hasta 2019 la población era de 353 habitantes, con una densidad de población de 24,50 habitantes por kilómetro cuadrado.